# Joybrato Mukherjee

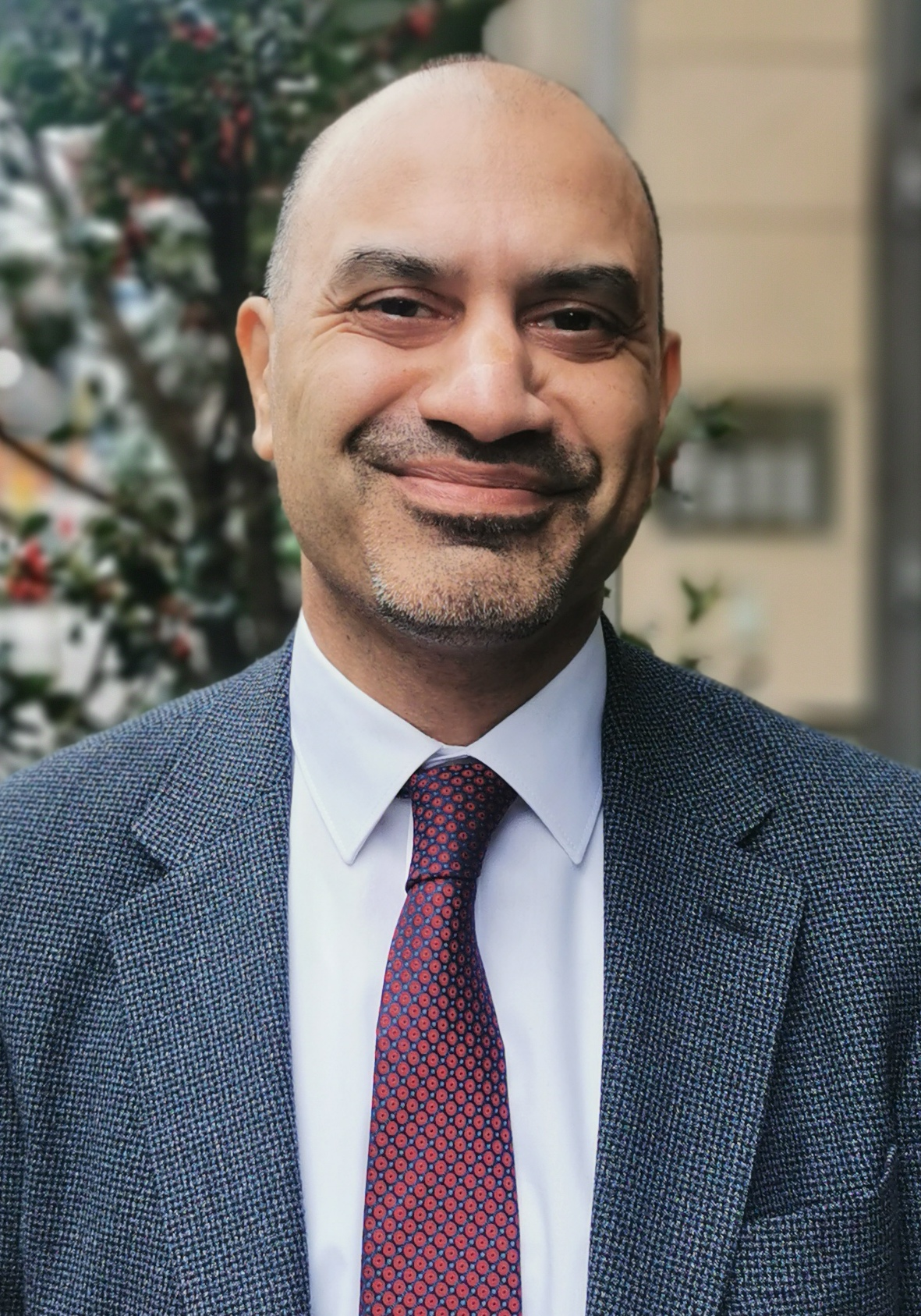
Joybrato Mukherjee (2024)

Joybrato Mukherjee (* 29. September 1973 in Düren) ist ein deutscher Anglist und seit dem 1. Oktober 2023 Rektor der Universität zu Köln. Davor war er seit 2009 Präsident der Justus-Liebig-Universität Gießen (JLU). Bei seinem Amtsantritt war er der jüngste Universitätspräsident in Deutschland. Im Juni 2019 wurde er in das Amt des Präsidenten des Deutschen Akademischen Austauschdienstes gewählt, das er zum 1. Januar 2020 antrat.

## Ausbildung
Der gebürtige Rheinländer Joybrato Mukherjee ist ein Sohn indischer Einwanderer. Er studierte Anglistik, Biologie und Erziehungswissenschaft an der RWTH Aachen und legte 1997 das Erste Staatsexamen und die Magisterprüfung ab. Nach dem Vorbereitungsdienst am Gymnasium absolvierte er 1999 das Zweite Staatsexamen. Danach belegte er ein Promotions-Studium an der Rheinischen Friedrich-Wilhelms-Universität Bonn mit dem Hauptfach Englische Philologie und den Nebenfächern Genetik und Erziehungswissenschaft, das er 2000 erfolgreich beendete. In Bonn habilitierte er sich auch und erhielt 2003 die Venia legendi für das Fach Englische Philologie.

## Wissenschaft
2003 wurde Joybrato Mukherjee auf die Professur für Englische Sprachwissenschaft an der Justus-Liebig-Universität Gießen berufen. Er forscht zu den Themen computergestützte Korpuslinguistik, angewandte Linguistik, englische Syntax sowie Varietätenlinguistik. An der Universität Gießen ist er seit Beginn Principal Investigator des International Graduate Centre for the Study of Culture (GCSC), das zwischen 2006 und 2019 von der Exzellenzinitiative des Bundes und der Länder in beiden Förderrunden gefördert wurde. Von 2011 bis 2017 war er Präsident des International Computer Archive of Modern and Medieval English (ICAME), der wichtigsten und traditionsreichsten korpuslinguistischen Fachorganisation.
In den Jahren 2012 bis 2019 war Mukherjee Vizepräsident des Deutschen Akademischen Austauschdienstes (DAAD). Seit dem 1. Januar 2020 bekleidet er das Amt des Präsidenten des DAAD und steht damit der weltweit größten Förderorganisation für den internationalen Austausch von Studierenden und Wissenschaftlern vor. Von Oktober 2016 bis September 2018 war er Sprecher der Konferenz Hessischer Universitätspräsidien. Er ist zudem Mitglied in verschiedenen Beiräten und Kuratorien.
Obwohl er Rufe auf Lehrstühle an den Universitäten Zürich und Salzburg erhielt, blieb er in Gießen. Für seine wissenschaftlichen Verdienste sowie seinen Beitrag zur Vertiefung der guten Beziehungen beider Universitäten erhielt er im Oktober 2012 die Ehrendoktorwürde der rumänischen Landwirtschaftlichen und Veterinärmedizinischen Universität Iași (USAMV). Im März 2018 wurde ihm zudem die Ehrendoktorwürde der georgischen Tbilisi State University (TSU) verliehen. Im Dezember 2023 wurde er vom kolumbianischen Präsidenten zum Großoffizier ('Gran Oficial') des San-Carlos-Verdienstordens der Republik Kolumbien ernannt. Damit wurde sein langjähriger Einsatz für die wissenschaftliche Begleitung des Friedensprozesses in Kolumbien gewürdigt. Im April 2024 wurde ihm zudem die Ehrendoktorwürde der kolumbianischen Universidad de Los Andes (Uniandes) verliehen.

## Politik
Mukherjee ist Mitglied der SPD. Er war auf Vorschlag der SPD Hessen Mitglied der 14. Bundesversammlung, die am 30. Juni 2010 den Bundespräsidenten wählte.

## Hochschulpolitik
Mukherjee war an der Universität Gießen in den Jahren 2004 bis 2008 Prodekan des Fachbereiches 05 „Sprache, Literatur, Kultur“ und von 2005 bzw. 2006 bis 2008 auch gewähltes Mitglied des Senats und Sprecher der Professorenliste „Neue Universität“. Anfang 2008 wurde er mit großer Mehrheit zum Ersten Vizepräsidenten der JLU gewählt. Der erweiterte Senat der Universität wählte ihn am 8. Juli 2009 im ersten Wahlgang mit 20 von 34 Stimmen zum neuen Präsidenten. Er trat am 16. Dezember 2009 sein Amt als Nachfolger von Stefan Hormuth an. Am 11. Februar 2015 wählte der erweiterte Senat der Universität ihn im ersten Wahlgang mit 27 von 34 Stimmen für eine zweite Amtszeit bis 2021 zum Präsidenten. Am 9. Dezember 2020 wurde Mukherjee mit 20 von 33 Stimmen im entscheidenden zweiten Wahlgang für eine dritte Amtszeit bis 2027 im Präsidentenamt bestätigt.
Das Präsidium der JLU setzte sich seit 2009 unter Leitung von Mukherjee für eine Stärkung der Grundfinanzierung der hessischen Hochschulen ein. In der Universitätsmedizin engagierte sich Mukherjee gemeinsam mit dem Präsidium der JLU für eine Sicherung von Forschung und Lehre sowie für eine differenzierte Betrachtung der Privatisierung.  Gemeinsam mit dem Präsidium der JLU verfolgte Mukherjee eine klare institutionelle Internationalisierungsstrategie. Unter seiner Präsidentschaft nahm die JLU 2010 als eine der ersten Pilothochschulen an der „Audit“-Internationalisierung der Hochschulrektorenkonferenz teil und durchlief als erste Hochschule bundesweit erfolgreich das Re-Audit-Verfahren. 2016 verabschiedete die JLU auf dieser Grundlage ihre neue Internationalisierungsstrategie „Fortschritt durch Internationalisierung – JLU International 2016–2026“. Auch das Thema Gleichstellung gehörte für Mukherjee zum Selbstverständnis seiner Hochschule. So implementierte die JLU 2009 das Instrument der Forschungsorientierten Gleichstellungsstandards der Deutschen Forschungsgemeinschaft (DFG). Bis 2019 war er Mitglied in der entsprechenden Arbeitsgruppe der DFG.
Im Juni 2019 wurde er zum Präsidenten des Deutschen Akademischen Austauschdienstes gewählt. Er trat das Amt am 1. Januar 2020 für eine vierjährige Amtszeit an. Mit dem Dreiklang „Fördern – Beraten – Denken“ formulierte er zu Beginn seiner Amtszeit den „Markenkern“ des DAAD und damit die Schwerpunktsetzungen für seine Arbeit: Neben der Förderung des internationalen akademischen Austauschs sind ihm die Aufgaben des DAAD als Beratungsinstanz für Hochschulen und Politik sowie als Thinktank für Internationalisierung besonders wichtig. 2023 wurde er für eine zweite Amtszeit, die am 1. Januar 2024 begonnen hat, wiedergewählt.
2022 bewarb sich Mukherjee um die Präsidentschaft der Humboldt-Universität zu Berlin. Das Kuratorium beschloss im Januar 2022, Mukherjee sowie die konkurrierende Bewerberin Julia von Blumenthal als Wahlvorschlag zuzulassen. Mit Verweis auf das vollständig männlich besetzte Präsidium, das mit seiner Wahl für mehrere Jahre entstehen würde, zog er sich allerdings anschließend aus dem Verfahren zurück.
Am 10. Mai 2023 wählte ihn die Hochschulwahlversammlung der Universität zu Köln zu ihrem neuen Rektor. Er folgte dort zum 1. Oktober 2023 auf Axel Freimuth. Er ist der erste externe Rektor der Universität zu Köln.
Einen Fokus seines Rektorats legt Mukherjee auf eine ganzheitliche Transferstrategie, die eine Anwendung und Verwertung wissenschaftlicher Forschungsergebnisse auch im Sinne von Entrepreneurship-Aktivitäten, aber auch Beratung und Kommunikation umfasst. Zudem setzt er sich für die Nachhaltigkeit als zentrales Thema ein, das die Universität ganzheitlich prägen wird. Entsprechend gehören zum neuen Rektorat der UzK seit Mukherjees Amtsantritt Prorektorinnen und Prorektoren für die Geschäftsbereiche Nachhaltigkeit und Transfer. Die weiteren Prorektorate umfassen die Ressorts Lehre und Studium, Forschung, Antidiskriminierung und Chancengerechtigkeit sowie Akademische Karriere und Personalentwicklung. Die Ressortzuständigkeit für internationale Beziehungen liegt beim Rektor selbst. Im Bereich Forschung wird der Prozess der Profilentwicklung vorangetrieben, um die Positionierung der Universität innerhalb der nationalen und internationalen Forschungslandschaft zu stärken. Mukherjee setzt wie sein Vorgänger auf eine enge Zusammenarbeit im regionalen Netzwerk mit den Universitäten in Aachen, Bonn und Düsseldorf, dem Forschungszentrum Jülich sowie allen weiteren außeruniversitären Forschungseinrichtungen in der Region. In seiner Amtsantrittsrede hob Mukherjee die gesellschaftliche Verantwortung der Universität hervor. Neben der Bedeutsamkeit aller Universitätsfächer stellte er die besondere Verantwortung für die Bildung von Lehrkräften heraus.
Im März 2024 forderte Mukherjee in seiner Rolle als DAAD-Präsident von Hochschulen eine klare Haltung gegen Antisemitismus und Israelfeindlichkeit. Als äußerstes Mittel sei die Exmatrikulation von Studierenden, die antisemitisch auffallen, denkbar.
Im April 2024 sagte Mukherjee die Ehrung der Albertus-Magnus-Professur und die damit zusammenhängenden Vorlesungen der jüdisch-amerikanischen Philosophin Nancy Fraser ab. Fraser hatte den offenen Brief „Philosophy for Palestine“ unterschrieben, in dem zum akademischen und kulturellen Boykott israelischer Institutionen aufgerufen wird. Dieser Schritt wurde von Fraser als „philosemitischer McCarthyism“ bezeichnet und von mehreren hundert Akademikern als Versuch kritisiert, die „öffentliche und wissenschaftliche Diskussion zu Israel und Palästina unter Verweis auf vermeintlich eindeutige und regierungsamtlich definierte rote Linien einzuschränken“.

## Werke (Auswahl)
- Form and Function of Parasyntactic Presentation Structures: A Corpus-based Study of Talk Units in Spoken English. Rodopi Verlag, Amsterdam/Atlanta, GA 2001, ISBN 978-90-420-1295-0.
- Korpuslinguistik und Englischunterricht: Eine Einführung. Peter Lang Verlag, Frankfurt am Main 2002, ISBN 3-631-39346-6.
- English Ditransitive Verbs: Aspects of Theory, Description and a Usage-based Model. Rodopi Verlag, Amsterdam/New York 2005, ISBN 90-420-1934-4.
- Short Stories from India: Teacher's Manual. Cornelsen Verlag, Berlin 2006, ISBN 3-464-35991-3.
- Anglistische Korpuslinguistik: Eine Einführung. Erich Schmidt Verlag, Berlin 2009, ISBN 978-3-503-09858-3.
- Zusammen mit Marianne Hundt (Hrsg.): Exploring Second-Language Varieties of English and Learner Englishes. Bridging a Paradigm Gap. John Benjamins Publishing Company, Amsterdam 2011, ISBN 978-90-272-2320-3.
- Zusammen mit Magnus Huber (Hrsg.): Corpus Linguistics and Variation in English: Theory and Description. Amsterdam: Rodopi 2012, ISBN 978-90-420-3495-2.
- Zusammen mit Magnus Huber (Hrsg.): Corpus Linguistics and Variation in English: Focus on Non-native Englishes. University of Helsinki: VARIENG 2013 (helsinki.fi).
- Zusammen mit Sandra Götz (Hrsg.): Learner Corpora and Language Teaching (= Studies in Corpus Linguistics. 92). John Benjamins Publishing Company, Amsterdam / Philadelphia 2019, ISBN 978-90-272-6282-0.
- Zusammen mit Barbara Frenz, Werner Seeger, Wolfgang Weidner (Hrsg.): Hochschulmedizin auf dem Prüfstand. Hanns Martin Schleyer-Stiftung, Band 94, 2020 (schleyer-stiftung.de PDF).